# ゴールデンステート・バルキリーズ
ゴールデンステート・バルキリーズ（Golden State Valkyries）は、2025年からWNBAに参入予定の女子プロバスケットボールチーム。本拠地はアメリカ合衆国カリフォルニア州サンフランシスコ。

## 歴史
2023年9月26日、NBAのゴールデンステート・ウォリアーズのオーナーであるジョー・レイコブが、ウォリアーズと同じカリフォルニア州サンフランシスコに新たなWNBAチームを創設することに合意したと報じられる。10月5日に正式発表され、WNBAでは2008年のアトランタ・ドリーム以来のエクスパンションチームとなった。
2024年1月30日、NWSLのエンジェル・シティーFCで幹部を務めていたジェス・スミスが球団社長に就任した。5月14日にチーム名「ゴールデンステート・バルキリーズ」とロゴが発表された。10月10日、最初のヘッドコーチとしてナタリー・ナカセが就任した。